# Гасинская, Лилиана Леонидовна
Лилиа́на Леони́довна Гаси́нская (англ. Liliana Gasinskaya, укр. Ліліана Леонідівна Гасинська, род. 21 июля 1960 года, Ворошиловск, УССР) — советская и австралийская актриса, фотомодель и танцовщица.
В 1979 году, в возрасте 18 лет, работая официанткой на советском круизном теплоходе «Леонид Собинов», совершила побег в порту Сиднея, выбравшись через иллюминатор в одном купальнике бикини. Получила убежище в Австралии, а также известность как «девушка в красном бикини» (англ. «The Red bikini girl»).
Сделала в Австралии карьеру фотомодели и актрисы.

## Предыстория
Лилиана Леонидовна Гасинская родилась 21 июля 1960 года в Ворошиловске, Луганская область, Украинская ССР, СССР.
Жила в Одессе. С 14 лет мечтала сбежать из СССР и с этой целью в 18 лет она поступила в Одесское ПТУ морского туристического сервиса на специальность «официант судовой». По окончании технического училища, получив допуск к работе на судах загранплавания, по распределению была направлена в Черноморское морское пароходство для работы на пассажирских лайнерах.

## Побег
Работала официанткой на советском круизном теплоходе «Леонид Собинов». После конфликта с начальством её лишили права сходить на берег в портах и должны были отправить на попутном судне в СССР. 14 января 1979 года во время стоянки теплохода в порту Сиднея Лилиана полностью разделась и осталась одетой только в один красный купальник бикини. Девушка пролезла через иллюминатор и попала на берег (по одним утверждениям, она плыла 40 минут до берега Сиднейской бухты в районе Пирмонта — пригорода Сиднея, по другим сведениям, судно стояло у причала).
Сотрудникам советского консульства почти удалось обнаружить и настигнуть её, но репортёры из австралийской газеты «Дейли Миррор» нашли Лилиану первыми и спрятали, получив эксклюзивные интервью и фото Лилианы в красном купальнике бикини. Таким образом, на Западе это происшествие получило название «Девушка в красном бикини», и впоследствии это прозвище закрепилось за самой Лилианой.
Свой поступок Гасинская объяснила тем, что она хотела бежать из СССР с четырнадцати лет. Австралия ей приглянулась по фотографиям в журнале. В интервью беженка рассказывала о своей ненависти к коммунизму, «построенному на лжи и пропаганде». Девушка заявила, что хочет стать актрисой и поступить в школу моделей.
Несмотря на усилия советского посольства, добивавшегося её выдачи, Гасинская получила статус беженца. В австралийском обществе вокруг этого решения развернулась дискуссия, правительство упрекали в двойных стандартах: оно редко давало убежище даже жертвам военных конфликтов, таких как война во Вьетнаме, и как правило депортировало беглецов с круизных кораблей, но сделало исключение, как казалось, исключительно из-за глянцевого образа «девушки в бикини».

## Последующая жизнь
Получила известность на Западе как «девушка в красном бикини». Работала фотомоделью и актрисой: снялась в первом австралийском выпуске журнала «Пентхаус», снялась в австралийских телесериалах «Молодые врачи» и «Аркада».
В 1984 году вышла замуж за австралийского бизнесмена Яна Хайсона и родила двух сыновей.
В 1990 году переехала в Лондон, а после распада СССР, когда появилась возможность свободного выезда из страны, перевезла родителей из Луганской области Украины к себе.